# Obléhání Paříže (861)
Obléhání Paříže v roce 861 bylo třetí obléhání vikingy v dějinách města. Obléhání skončilo vydrancováním města.

## Historie
V květnu 841 dánský viking Oscher pronikl po Seině do Rouenu, které 12. května dobyl a  vyplenil, stejně jako klášter Jumièges. Tím začala série útoků vikingů plavících se do vnitrozemí po řekách. V roce 861 se Normané vrátili do Paříže potřetí a město zničili. Vypálili klášter Saint-Germain-des-Prés. Měšťané naložili svůj majetek na čluny a snažili se utéct po Seině, ale vikingové je pronásledovali a dopadli. Normané zničili most, jehož oblouky znemožňovaly průjezdu jejich lodí. Po jejich odchodu Karel II. Holý nechal most znovu postavit a přikázal opravit pařížské hradby. Tato opatření nezabránila Normanům vyslat do Paříže 200 mužů, aby přivezli víno. Aby Karel II. ochránil obyvatelstvo, uzavřel s Normany několik smírčích smluv za nevýhodných podmínek. Vikingové je nicméně porušovali a pokračovali v rabování a ničení. 